# IC 3433
IC 3433 је елиптична галаксија у сазвјежђу Береникина коса која се налази на листи објеката дубоког неба у Индекс каталогу.
Деклинација објекта је + 17° 18' 34" а ректасцензија 12h 30m 28,3s. Привидна величина (магнитуда) објекта IC 3433 износи 15,2 а фотографска магнитуда 16,2. IC 3433 је још познат и под ознакама VCC 1294, PGC 41321.